# Препарат
Препарат е фабрично изработено и готово за домашна или промишлена употреба химично вещество с различни предназначения.

## Основни видове
Според ефекта, който оказва, препаратът бива:
- Бактерициден – за унищожаване на микроорганизмите
- Бактериостатичен – за задържане развитието и размножаването на микроорганизми.

### За употреба в дома
- Белина
- Перилен препарат – течен и прахообразен
- Препарат за миене на съдове
- Препарат за миене на прозорци

### За употреба в градината или природата
- Пестициди
- Препарати за почистване на грил
- Препарати против комари и други насекоми

## Значение
Препаратите са от изключително важно значение в съвременния цивилизован цвят и улесняват значително домакинската работа, като съкращават времето необходимо за почистване.
Прекомерната им употреба обаче води до вредни последици за околната среда.

## Безопасност
Опасните препарати се обозначават със символи, показващи каква опасност носят те.
Потребителите винаги трябва да четат етикета на даден продукт, преди да го използват.
Неспазването на инструкциите и така наречените „фрази за безопасност“ може да бъде много опасно и вредно за здравето.
Различните препарати никога не бива да се смесват.
Един от най-често срещаните инциденти при почистването в домашни условия е смесването на белина с корозивен киселинен препарат – реакцията при смесването на хлоросъдържащия агент с киселина отделя отровния газ хлор.

## Етикетиране на продукти
Сред организациите за класифициране, етикетиране и опаковане е Европейската агенция по химикали. Тя отговаря за регламента CLP, който гарантира, че всички работещи и потребители в Европейския съюз са наясно с опасностите от химикалите. Регламентът REACH цели по-добра защита на здравето на човека и околната среда от вредите, които могат да бъдат причинени от химикалите, и се бори срещу експириментиранито върху животни. Регламентът относно биоцидните продукти гарантира използването на биоцидни продукти, които не вредят на хората и околната среда. Съществуват и независими програми за етикетиране на почистващи продукти и услуги за почистване, предлагани от организации с нестопанска цел като Green Seal.